# Col de Torrent
Le col de Torrent est un col de montagne de 2 916 mètres d'altitude situé entre les municipalités d'Evolène et de Grimentz. Le passage relie le val d'Anniviers avec le val d'Hérens. Le sommet offre une belle vue sur les montagnes de plus de 4 000 mètres des Alpes valaisannes, sur le lac de Moiry et le petit lac des Autannes.